# Rue de la Chine
La rue de la Chine est une voie située dans le quartier du Père-Lachaise du 20e arrondissement de Paris.

## Situation et accès
La rue de la Chine est desservie par les lignes 3 et 3 bis à la station Gambetta.

## Origine du nom
La rue tient son nom d'une ancienne construction de style chinois qui était située à l'angle de la rue de Ménilmontant.

## Historique
La voie présente sur le plan de Roussel de 1730 fait alors partie, entre les rues de la Cour-des-Noues et Villiers-de-l'Isle-Adam, de la « rue de la Cour-des-Noues » ou « sentier des Hautes-Gâtines ».
La partie située entre les rues Villiers-de-L'Isle-Adam et de Ménilmontant porte déjà au début du XIXe siècle le nom de « rue de la Chine ».
Ces deux tronçons, alors situés sur les territoires des communes de Belleville et de Charonne, sont classés dans la voirie parisienne par le décret du 23 mai 1863 et le nom de « rue de la Chine » est alors porté sur l'ensemble de la voie actuelle.

## Bâtiments remarquables et lieux de mémoire
- No 4 : entrée principale de l'hôpital Tenon, où est née officiellement Édith Piaf contrairement à la légende, avec en face, un accès au square Édouard-Vaillant[2].
- No 7 : c'est à cet endroit que Jean-Baptiste Jecker fut fusillé.
- No 35 :  Les parents de Serge Gainsbourg y habitent dans les années 1920[3]. C'est à cette même adresse que vivaient Hélène et Marie Sztycberg, arrêtées, puis déportées à Auschwitz, où elles sont mortes, en 1942, à l'âge de 8 et 15 ans[4].

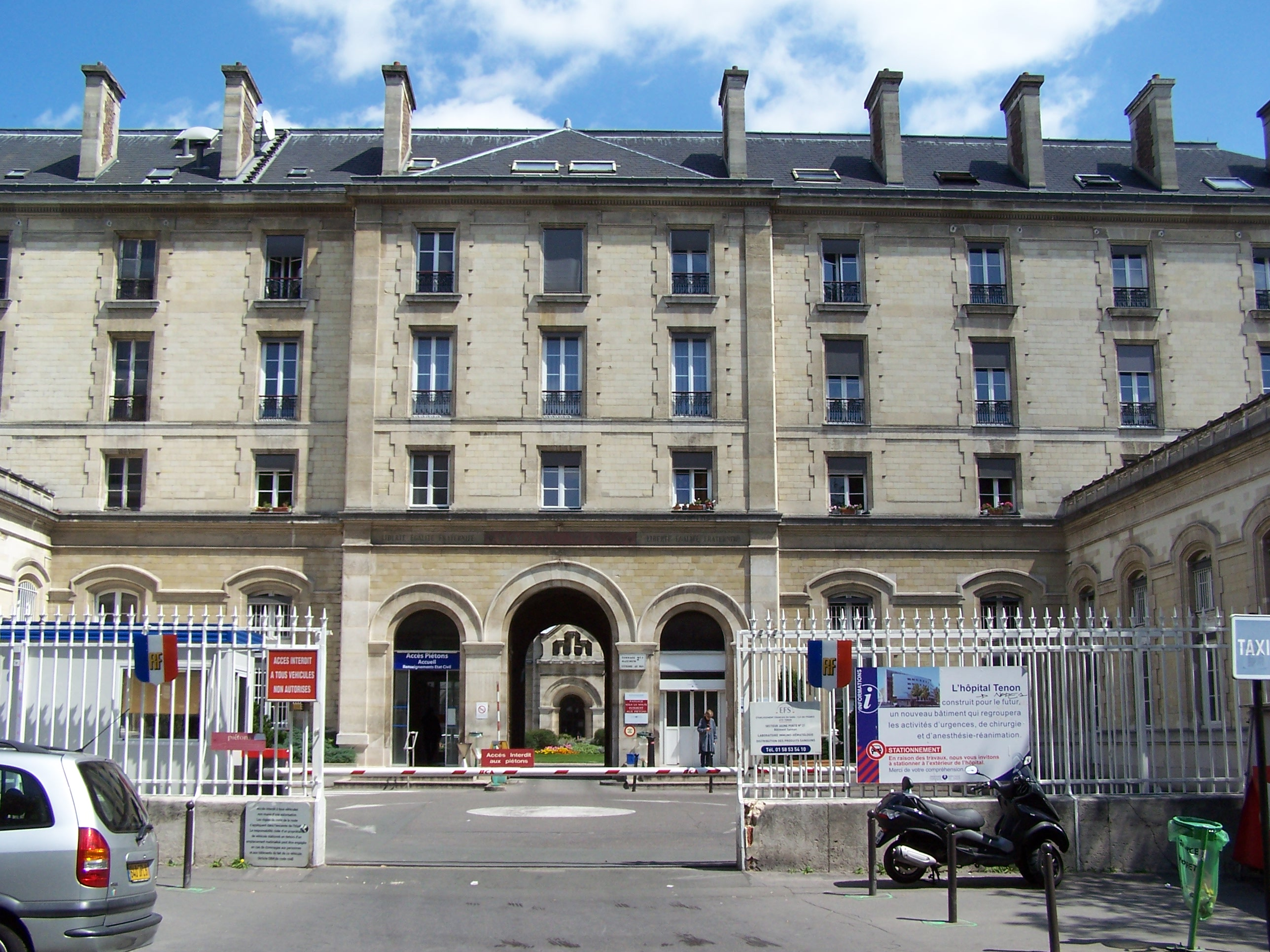
Entrée de l'hôpital Tenon.

Par ailleurs, cette rue est au centre du roman Les Renards pâles, de Yannick Haenel, dans lequel le personnage principal — qui se marginalise peu à peu et se met en retrait de la société — décide de vivre dans sa voiture garée en permanence rue de la Chine.
La rue est également évoquée au début de la chanson Christina,   de Serge Lebrail et Guy Magenta, interprétée notamment par Patachou .